# Kinston, Alabama
Kinston är en kommun (town) i Coffee County i Alabama. Orten har fått namn efter Kinston, North Carolina. Vid 2020 års folkräkning hade Kinston 580 invånare.